# 聖女日南斐法修道院

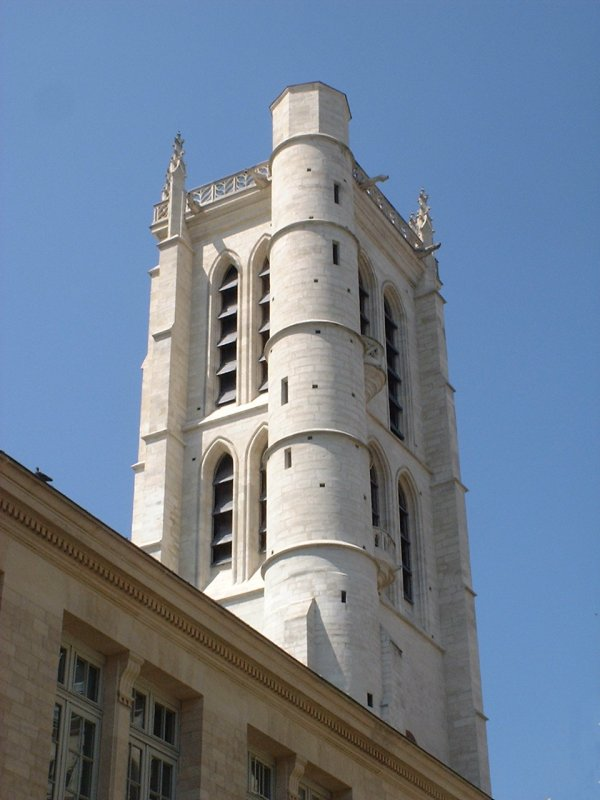
今日的聖女日南斐法修道院

聖女日南斐法修道院 （Abbaye Sainte-Geneviève de Paris）是位於法國首都巴黎的一座天主教的修道院，在法國大革命期間幾乎全部被毀。現在修道院的部分建築是亨利四世高等學校的校舍。修道院始建於502年。857年之後一度荒廢。12世紀初期重建。法國大革命之後，修道院的建築幾乎完全被毀。